# 约斯塔·彼得松
约斯塔·彼得松（瑞典語：Gösta Pettersson，1940年11月23日—），瑞典男子自行车运动员。他曾代表瑞典参加1960年、1964年和1968年夏季奥林匹克运动会自行车比赛，共获得一枚银牌和二枚铜牌。